# Maria Elise Allman Marchant
Maria Elise Allman Marchant, també coneguda com Ella Allman-Marchant (Wellington, Nova Zelanda, 28 d'octubre de 1869 - 15 de novembre de 1919) va ser directora d'una escola de Nova Zelanda.
Una dels onze fills de John William Allman Marchant, que més tard es va convertir en agrimensor general de Nova Zelanda, va assistir a la Wellington Girls 'High School, on va ser directora el 1887. Mentre treballava a temps complet com a professora a Wellington, va estudiar fora del campus a través del Canterbury College i es va llicenciar el 1892 i va cursar el MA el 1894.
Va ser directora de l'Otago Girls 'High School des del 1895 fins al 1911. Va dimitir per dedicar-se a la causa de l'educació religiosa. Va treballar en aquest camp a Christchurch i va ser la directora en funcions de St John's Girls 'School a Invercargill en el moment de la seva mort sobtada el novembre de 1919.